# Ballana extrana
Ballana extrana är en insektsart som beskrevs av Delong 1964. Ballana extrana ingår i släktet Ballana och familjen dvärgstritar. Inga underarter finns listade i Catalogue of Life.